# 恋の予感 (オリビア・ニュートン＝ジョンとクリフ・リチャードの曲)
「恋の予感」(Suddenly)は、オーストラリアのシンガーソングライター、オリビア・ニュートン＝ジョンとイギリスの歌手クリフ・リチャードのデュエット曲。映画『ザナドゥ』のサウンドトラックに使用され、アルバムから3枚目のシングルカットとしてリリースされた。

## 解説
「恋の予感」についてクリフは「オリビアが電話をかけてきたんだ。そして「映画に主演するんだけど、相手役が歌いたがらないの。私と一緒に歌ってくれる？」と言ったから「もちろん」と答えた。嫌いな曲は録音出来ないからいつもなら先に楽曲を送るように言うんだけど、この時はそんなことは関係なく、レコーディングした。」と語った。
カップリングの「ユー・メイド・ミー・ラヴ・ユー」は映画に使用されたがアルバムには未収録。
2022年にオリビアが死去後、2023年に発表されたクリフの65周年記念アルバムには2015年に二人でライヴで歌ったヴォーカル・テイクを使用した新たなヴァージョンが収録された。

## トラックリスト
| #  | タイトル                                                 | 作詞 | 作曲・編曲 | 時間 |
| -- | -------------------------------------------------------- | ---- | ---------- | ---- |
| 1. | 「恋の予感」(Suddenly)                                   |      |            | 4:04 |
| 2. | 「ユー・メイド・ミー・ラヴ・ユー」(You Made Me Love You) |      |            | 3:04 |